# Eugenio Ravinet Muñoz
Eugenio Mauricio Ravinet Muñoz (Coyhaique, Chile, 1974) es un abogado y político chileno. Fue director del Instituto Nacional de la Juventud.

## Primeros años de vida
Es sobrino del ex ministro y alcalde de Santiago, Jaime Ravinet.
Sus estudios básicos y secundarios los realizó en el Colegio Chuquicamata, de la ciudad del mismo nombre. En 1992 ingresó a estudiar Derecho en la Universidad de Chile y posteriormente se especializó en Derecho Constitucional en la misma casa de estudios. Además fue ayudante en las materias de Derecho Político e Introducción al Derecho. 
Durante su etapa en la educación superior fue Secretario General de la Federación de Estudiantes de la Universidad de Chile (en dos períodos) y fundador de la Confederación de Estudiantes de Chile (CONFECH), entidad que agrupa a todas las universidades públicas del país. 
Esta separado y tiene un hijo.

## Vida pública
Posteriormente se desempeñó como asesor del expresidente de la República de Chile, Patricio Aylwin, en la Corporación Justicia y Democracia y del expresidente del Senado Andrés Zaldívar. También trabajó como Secretario Ejecutivo del Comité Político de la Campaña Presidencial del expresidente de Chile, Ricardo Lagos.

### Instituto Nacional de la Juventud
En el 2001, a los 26 años de edad, es nombrado por el Presidente de la República como Director del Instituto Nacional de la Juventud (INJUV), convirtiéndose en el Jefe de Servicio (Secretario de Estado) más joven en el Estado chileno desde el regreso de la democracia.
En sus funciones impulsó un significativo proceso de alfabetización digital en todo el país, a través de la instalación de una amplia red de infocentros. También apoyo el trabajo de las asociaciones juveniles, creó el Observatorio de Juventud, sentó las bases para el I Plan Nacional de Juventud e impulsó el establecimiento de la Primera Comisión Especial de Juventud en el Congreso de Chile. 

### Secretario General de laOIJ
En su calidad de Director del Instituto fue Presidente del Consejo Directivo de la Organización Iberoamericana de Juventud (OIJ) para el período 2002-2004.
Posteriormente, fue elegido por el plenario de la XII Conferencia Iberoamericana de Ministros de Juventud como Secretario General de la Organización Iberoamericana de Juventud para el período 2004-2008, cargo que aceptó tras rechazar una serie de puestos gubernamentales.
Como Secretario General de la OIJ consolidó el camino trazado hacia la firma de la Convención Iberoamericana de Derechos de los Jóvenes (CIDJ), el único tratado del mundo que reconoce a la juventud como sujetos específicos de derecho. Este tratado se firmó por la mayoría de los países de Iberoamérica en la ciudad española de Badajoz en 2005.
Además de este importante hito, durante su gestión al frente de la OIJ se ha creado el Plan Iberoamericano de Cooperación e Integración de la Juventud; se logró la incorporación de Brasil como miembro pleno de la organización; se creó la Oficina Técnica Regional del Cono Sur (Argentina) y está en marcha la instalación de dos más en la región. Durante la gestión de Eugenio Ravinet en la OIJ, se ha logrado multiplicar por diez el presupuesto de este organismo en planes y programas de cooperación. 
Además, bajo su gestión se consiguió que 2008 se declarara el Año Iberoamericano de la Juventud, tema central de la pasada Cumbre Iberoamericana de Jefes de Estado y de Gobierno celebrada en El Salvador. Destacable también es el plan de ayuda a Haití que la OIJ desarrolla en conjunto con Secretaría de Estado de la Juventud de República Dominicana, acciones, entre otras, que le han valido diversas condecoraciones de los gobiernos de Guatemala, Honduras y República Dominicana. 
Otra acción importante impulsada por Ravinet es la realización de un Sistema Iberoamericano de Indicadores de Juventud, con miras a crear un índice de desarrollo juvenil de referencia, especialmente diseñado para la región. 
En la pasada Conferencia Iberoamericana de Ministros de Juventud, celebrada en Santiago de Chile en enero de 2009, fue reelegido Secretario General de la OIJ hasta el año 2010. 
Eugenio Ravinet vive en Madrid, España, desde que asumió su responsabilidad como Secretario General de la OIJ.